# Johan Groeneveld
Johan Groeneveld (Enschede, 26 september 1942) is een voormalig Nederlands zaalhockeyinternational en een veldhockeyspeler van het oostelijk elftal. Hij werd hij met zijn club DKS vijf keer oostelijk zaalhockeykampioen en twee keer oostelijk veldhockeykampioen.

## Biografie
Groeneveld hockeyde al vroeg op straat en werd lid van de naburige hockeyvereniging De Kromme Stok (DKS), net als andere jongens uit 't Ribbelt, zoals Gerrit Hagels, Hans en Edo Buma en zijn jongere broers Jan en Hans Groeneveld. Op 15-jarige leeftijd ging hij van jongens A naar het succesvolle eerste herenteam van DKS.

### Zaalhockey
Groeneveld had een grote inbreng in de vijf oostelijke zaalhockeykampioenschappen die DKS in de periode 1965 tot en met 1969 op rij won. Landskampioen zaalhockey kon hij met DKS toen nog niet worden, want hierom werd pas vanaf 1970 door de kampioenen van de vier districtskampioenen gespeeld.
Hij speelde in drie vertegenwoordigende zaalhockeyteams: in de Enschedese ploeg tijdens het jaarlijkse stedentoernooi, in het oostelijk zaalhockeyteam tijdens onder andere de districtsdagen en in de Nederlandse zaalhockeyploeg, waarvoor hij in 1964 was geselecteerd en waarvoor hij tot en met 1967 speelde. Hij kwam met het Nederlands team uit op toernooien in landen waar het zaalhockey toentertijd al verder ontwikkeld was: in Duitsland (Essen, Bochum en Berlijn) en in België (Antwerpen). In de periode 1966/1967 had DKS met Groeneveld en Edo Buma twee spelers in het Nederlands zaalhockeyteam.

### Veldhockey
Groeneveld debuteerde op 15-jarige leeftijd op 22 september 1958 als midvoor in DKS 1 tegen NMHC Nijmegen en maakte in zijn eerste wedstrijd meteen een doelpunt (3-1 winst). Hij scoorde ook in de navolgende vijf wedstrijden en was gedurende zijn eerste seizoen succesvol in elf van de veertien gespeelde competitiewedstrijden. Mede hierdoor werd DKS in het seizoen 1958/1959 onbedreigd oostelijk kampioen. In de drie bekerwedstrijden en de zes wedstrijden om het landskampioenschap in hetzelfde seizoen maakte hij ook nog eens zes doelpunten.
Groeneveld speelde in totaal tien seizoenen in het eerste team van DKS, waarmee hij ook in zijn tweede seizoen (1959/1960) kampioen van het oosten werd, voor DKS de negende keer in twaalf jaar. Zijn laatste wedstrijd in heren 1 speelde hij tegen NMHC Nijmegen, net als zijn eerste wedstrijd. Maar door een zware knieblessure moest hij al na vijf minuten stoppen en dit betekende het einde van zijn hockeycarrière.
In het veldhockey werd Groeneveld meerdere jaren geselecteerd voor het oostelijk elftal.

### Golf
Na een langdurige revalidatie als gevolg van de zware knieblessure vond Groeneveld eerst in het tennis en daarna vooral in het golf een nieuwe uitdaging. Hij werd in 1984 lid van de Twentsche Golfclub en haalde hier nieuwe successen als speler (acht keer senioren kampioen) en als bestuurder (zes jaar voorzitter, waarna hij het erevoorzitterschap ontving).